# Le livre des tournois

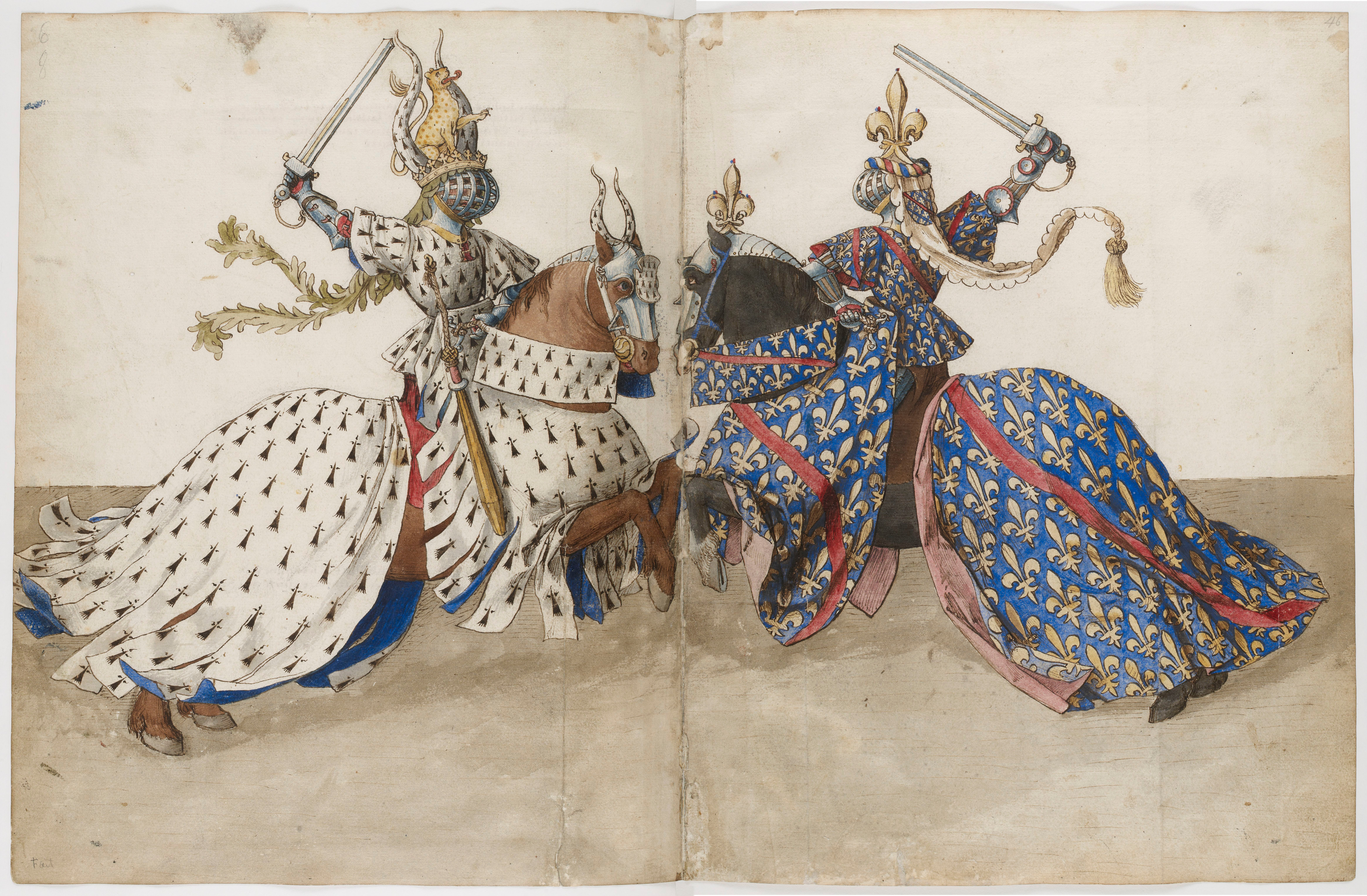
Miniatuur uit de Livre des tournois, Barthélemy van Eyck.

Traictié de la forme et devis comme on fait les tournoys  ook gekend als  Le livre des tournois is een werk geschreven door René I van Anjou in de jaren 1460. Het was zijn meest succesvolle werk, opgedragen aan zijn broer Karel IV van Maine. Door de gebruiken van Frankrijk, Duitsland, Vlaanderen en Brabant te combineren, creëert hij een nieuw ritueel voor het inrichten van toernooien. Het originele handschrift werd in functie van de tekst, prachtig verlucht door Barthélemy van Eyck, de hofschilder van koning René.

## Tekst

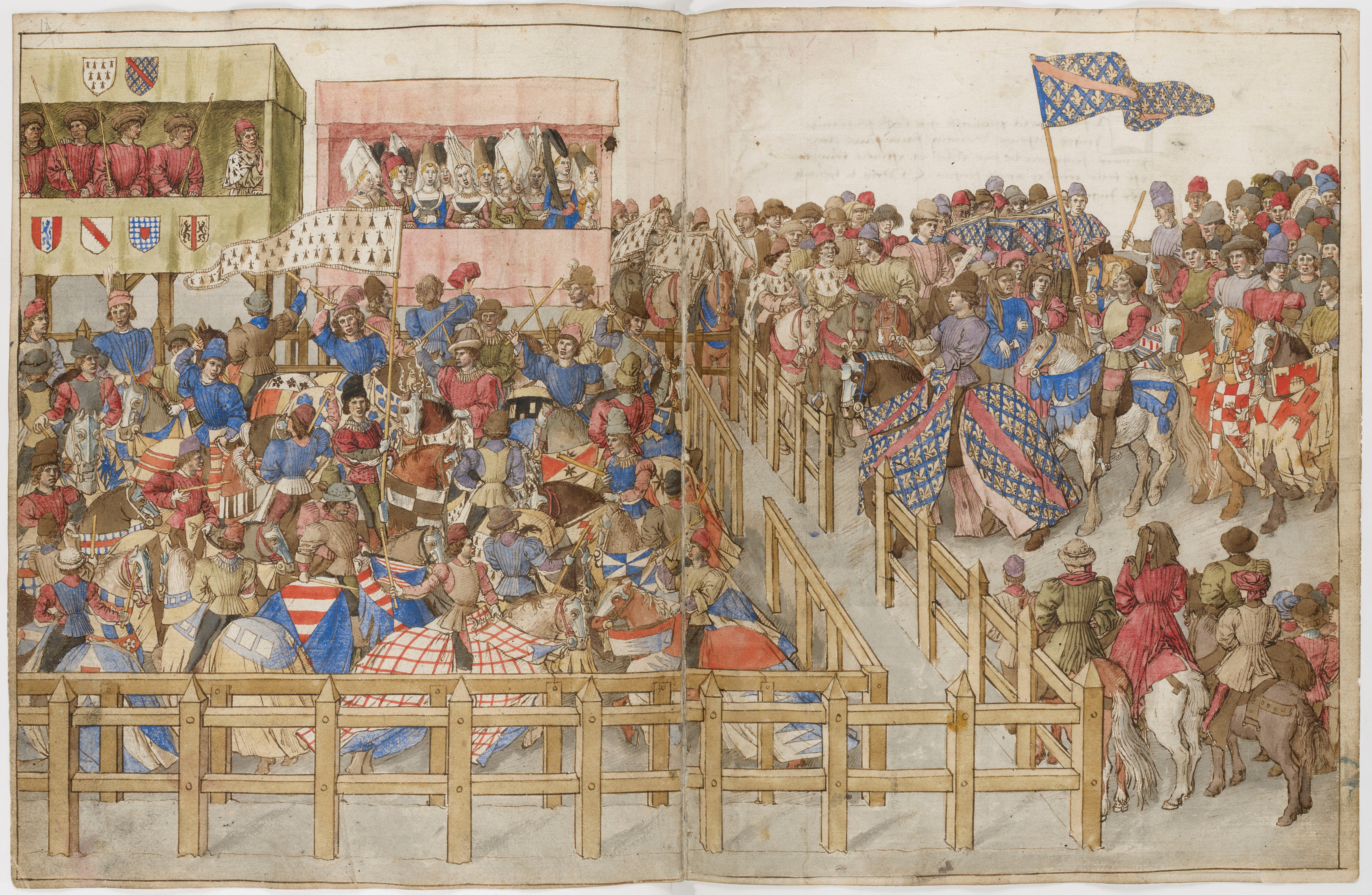
Livre des tournois, BnF français 2695 - f76v-77r:De strijders stellen zich op voor het afleggen van de eed. - Barthélemy van Eyck.

De algemene term toernooi kan verschillende ladingen dekken. Men gebruikt de term evengoed voor een steekspel als voor een pas d’armes, een imitatie van een oorlogssituatie waarbij de deelnemers, in functie van het kamp waartoe ze behoorden, een strategisch punt zoals een brug, een heuvel, een stadspoort of een kasteelpoort moesten veroveren of verdedigen. Een dergelijke pas d’armes werd vooraf grondig geregisseerd, er werd een soort script geschreven. De gevechten bestonden uit melées waarin beide groepen tegen elkaar vochten of joutes waarin ridders te paard met de lans vochten (steekspel), of man tegen man een zwaardgevecht aangingen. Koning René had tussen 1445 en 1450 een aantal van dergelijke pas d’armes georganiseerd, maar in zijn boek beschrijft hij een denkbeeldig toernooi dat alleen uit een melée bestaat, met de hertog van Bretagne als appelant (diegene die een uitdaging lanceert) en de hertog van Bourbon als défendant (de partij die de uitdaging aangaat).
Het verhaal kan als volgt samengevat worden. De hertog van Bretagne, de appelant, geeft aan zijn wapenkoning een zwaard dat als symbool van de uitdaging naar de hertog van Bourbon, de défendant, moet gebracht worden. Als die de uitdaging aanneemt worden vier scheidsrechters gekozen en wordt de datum en plaats van het toernooi vastgelegd. Het toernooi wordt dan officieel bekendgemaakt door het door de herauten te laten omroepen aan de hoven van de deelnemers, aan het koninklijke hof en op de plaats waar het georganiseerd zal worden.
Het toernooi begint met de intrede van de strijdende partijen in de stad die werd uitgekozen. De huizen waarin de partijen hun intrek nemen worden versierd met hun respectievelijke wapens. Daarna volgt de plechtige intrede van de toernooirechters, de wapenkoningen van beide partijen en de genodigden die zich in een slot of een klooster in de buurt installeren. ’s Avonds wordt een groot banket gehouden en wordt er tot laat in de nacht gefeest en gedanst door de deelnemende partijen en de genodigden. De volgende dag worden de wapens die in het klooster verzameld werden, geïnspecteerd door de toernooirechters en de dames geassisteerd door hun pages. Ridders die wegens slecht gedrag door de dames gewraakt worden moeten het toernooi verlaten. De avond wordt opnieuw doorgebracht met een groot festijn, muziek en dans.
De derde dag wordt een ereridder gekozen, wiens taak het zal zijn de gevechten stil te leggen als het te brutaal of te wreed zou worden en die eventueel tijdens het gevecht, de bescherming van een ridder door een dame kan kenbaar maken, die ridder mag dan niet meer aangevallen worden. Daarna begeeft men zich naar het strijdperk dat werd ingericht en wordt door de deelnemers een eed afgelegd waarbij ze zich ertoe verbinden zich ridderlijk en eervol te gedragen. Op het traditionele avondlijke banket worden de gevechten van de volgende dag aangekondigd.
De volgende dag(en) begeven de kampers zich stoetsgewijs naar het strijdperk en wordt de slag gestreden. Als de trompetters het einde van de strijd aankondigen kunnen de toernooirechters hun beoordelingen geven en men trekt in optocht, terug naar de stad. Bij het banket op de avond na de strijd, wordt de winnaar bekendgemaakt en krijgt hij zijn prijs, dikwijls een juweel, van de ereridder en een van de dames.
Dit gegeven werd door koning René zeer gedetailleerd gedocumenteerd en beschreven.

## Handschriften
Van het verhaal zijn zes verluchte manuscripten bewaard gebleven namelijk:
- Parijs, Bibliothèque nationale de France, français 2695
- Krakau, Czartoryski museum, ms. Czart. 090
- Parijs, Bibliothèque nationale de France, français 2696
- Parijs, Bibliothèque nationale de France, français 2692
- Parijs, Bibliothèque nationale de France, français 2693
- Dresden, Sächsische Landesbibliothek,  Oc 58
- Cambridge (USA), Harvard University, Houghton Library, Typ 131H, f. 41-122
- Parijs, Bibliothèque nationale de France, français 2694, 17e eeuw titel: L'ordre et la maniere comment les tournois doivent estre faicts et conduis.
- Parijs, Bibliothèque nationale de France, français 11362, 18e eeuw

## Het handschriftBnFfrançais 2695
Het handschrift BnF français 2695 is waarschijnlijk het meest bekende exemplaar van de tekst geschreven door René d’Anjou en er wordt vrij algemeen aangenomen dat het de originele tekst betreft die in opdracht van René en op zijn aanwijzingen werd verlucht door Barthélemy van Eyck.

### Codicologische informatie
Het handschrift is nu samengesteld uit 109 papieren folia van 385 x 300 mm. Het tekstblok meet ca. 171 x 150 mm en is beschreven in één kolom. De Franse tekst is geschreven in een gotische bastarde. Origineel bevatte het manuscript slechts 60 folia, maar er werden 49 blanco folia tussengevoegd, uit papier van de 17e eeuw, blijkbaar om de tekeningen te beschermen tegen contact met de geschreven tekst. De hoofdletters van de paragrafen zijn uitgevoerd als gekleurde (blauw/rood) lombardes. De tekeningen worden aangekondigd door een met rode inkt geschreven rubriek die een beschrijving geeft van wat op de miniatuur wordt voorgesteld.

### Inhoud
De tekst van koning René was zeker niet uniek, maar het samengaan van tekst en tekeningen maakt het werk bijzonder. De tekst leidt de lezer, met de hulp van de 36 bladgrote miniaturen, door de verschillende fases van het gebeuren. Hierbij vindt men een overzicht van de miniaturen in het handschrift die men allemaal op  Gallica kan raadplegen.

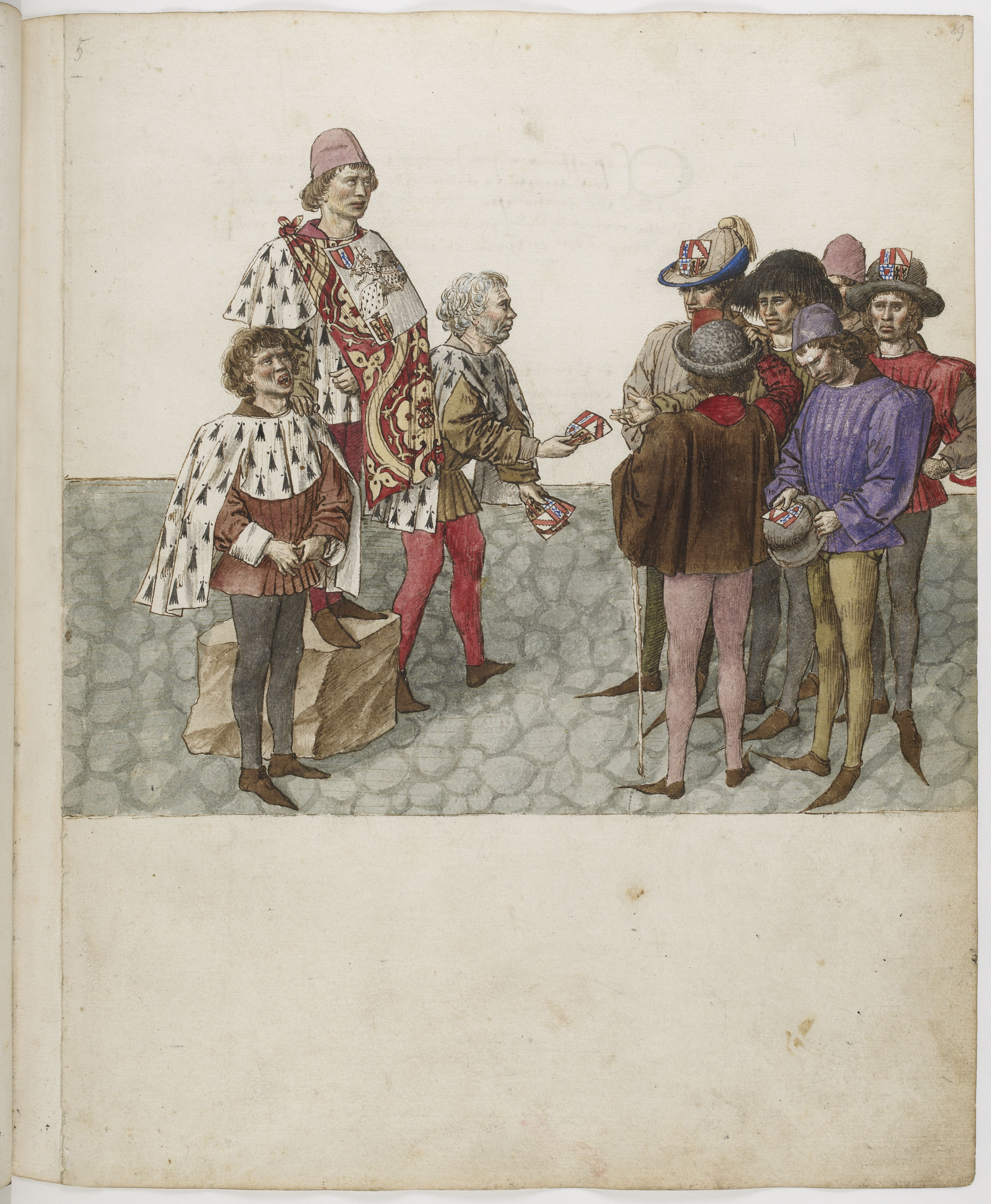
Livre des tournois, BnF français 2695 - f19r:De wapenkoning trekt rond met herauten en gevolg om het toernooi om te roepen - Barthélemy van Eyck.

- f3v: De appelant geeft een zwaard aan de Roy d’Armes met de opdracht dit zwaard als symbool van zijn uitdaging over te dragen aan de défendant.
- f7r: De wapenkoning brengt het zwaard en de uitdaging over aan de défendant die ofwel beleefd kan weigeren of de uitdaging aanneemt.
- f11r: De wapenkoning toont aan de hertog van Bourbon (de défendant) een perkamenten rol met de wapens van 8 rechters-schilddragers (esquiers) waaruit hij er vier mag kiezen.
- f13v: De wapenkoning met op zijn schouders een doek met de wapens van de appelant en de défendant, zoekt de vier rechters op met de brieven van de appelant en de défendant waarin zij verzocht worden het toernooi te organiseren. Ze leggen samen datum en plaats vast en dat wordt vervolgens door de wapenkoning persoonlijk medegedeeld aan de appelant en de défendant.
- f19r: De wapenkoning trekt rond met herauten en gevolg om het toernooi om te roepen en iedereen uit te nodigen om aanwezig te zijn.
- f23v, f25v, f27v, f29v, f31v illustreren de tekst over de wapenrusting en de wapens die op het toernooi moeten gebruikt worden.
- f37v, f39v, f41v, f43v tonen de uitrusting voor de paarden
- f45v en f46r (dubbelblad): tonen de hertogen van Bretagne en van Bourbon te paard, in volle wapenrusting
- f48v en f49r (dubbelblad): illustreren de beschrijving van het strijdperk (lice)
- f51v en f52r (dubbelblad): illustreren de beschrijving van de wijze waarop de deelnemers aan het toernooi de stad moeten binnenrijden.
- f54v en f55r (dubbelblad): toont de wijze waarop het verblijf van de partijen in het toernooi moet versierd worden met hun vaandels en schilden.
- f57v en f58r (dubbelblad): illustreert de intocht van de toernooirechters met hun gevolg
- f62r: toont een heraut die de banieren van de vier rechters omarmt

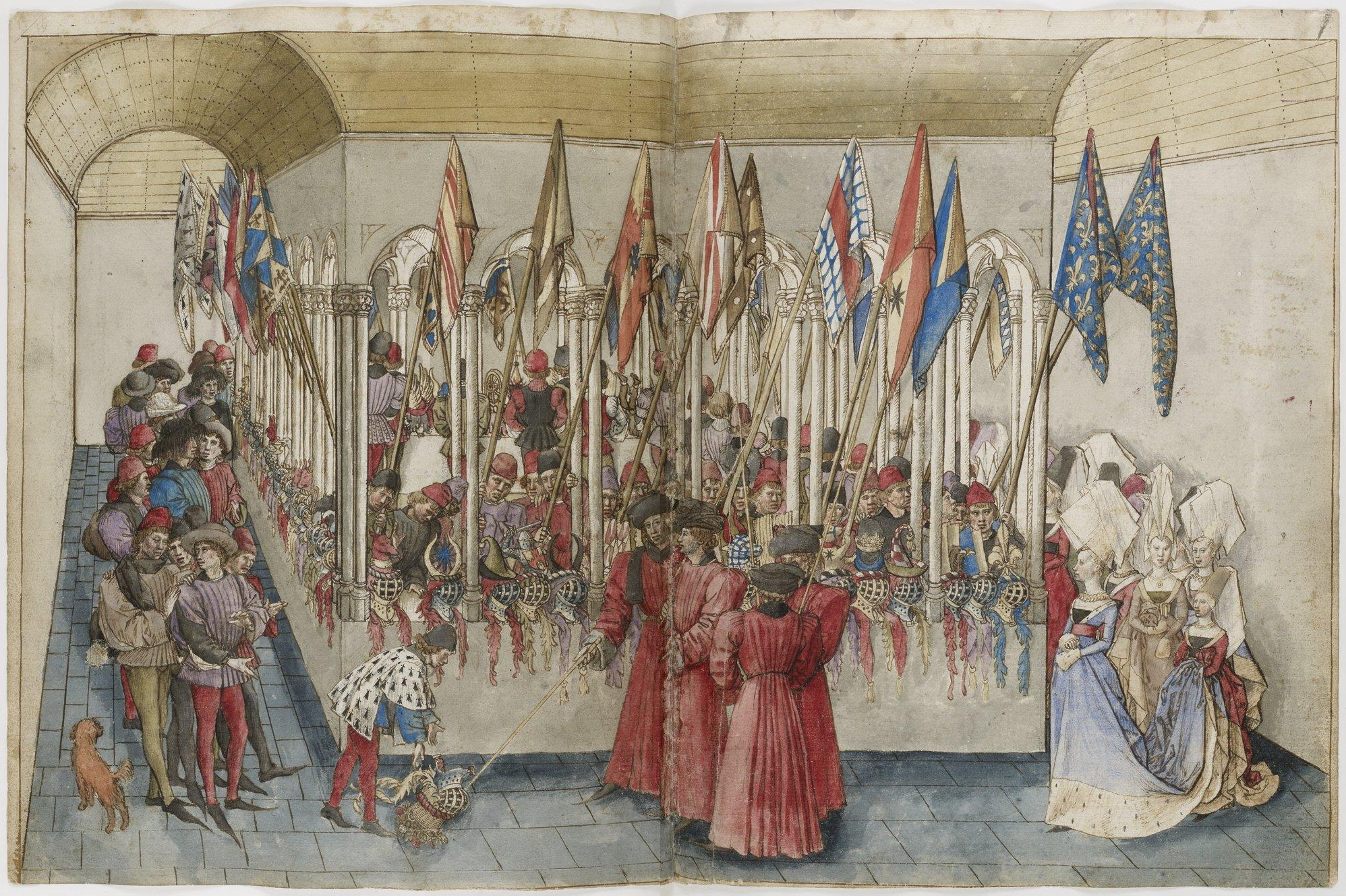
Livre des tournois, BnF français 2695 - f66v:De tentoonstelling van de wapens in het klooster - Barthélemy van Eyck.

- f66v en f67r (dubbelblad): toont hoe de banieren en wapens van de appelant naar het cloistre worden gebracht. Hetzelfde gebeurt voor de défendant, de rechters en de genodigden. Ook de dames begeven zich naar de zaal en iedereen stelt zich op bij zijn banieren. Hier worden de wapens en uitrusting gekeurd om na te gaan of ze aan de gestelde normen voldoen.
- f67v en f68r (dubbelblad): toont het klooster waar iedereen zich heeft verzameld. Later die  avond zal door het voltallige gezelschap gedanst en gefeest worden, zoals trouwens elke avond zolang het toernooi duurt.
- f76v en f77r (dubbelblad): toont hoe beide groepen zich komen opstellen voor het afleggen van de eed waarbij de deelnemers het gezag van de scheidsrechters aanvaarden.
- f97v en f98r (dubbelblad): beide groepen staan klaar voor de strijd. Er wordt een ereridder aangesteld die het gebeuren zal controleren en eventueel een ridder die in bescherming werd genomen door de dames kan aanduiden, zodat die niet meer mag worden aangevallen.
- f100v en f101r (dubbelblad): toont de strijd die aan de gang is met het publiek op de tribunes
- f103v: de winnaar krijgt zijn prijs uitgereikt door de ereridder en een van de belangrijke dames.

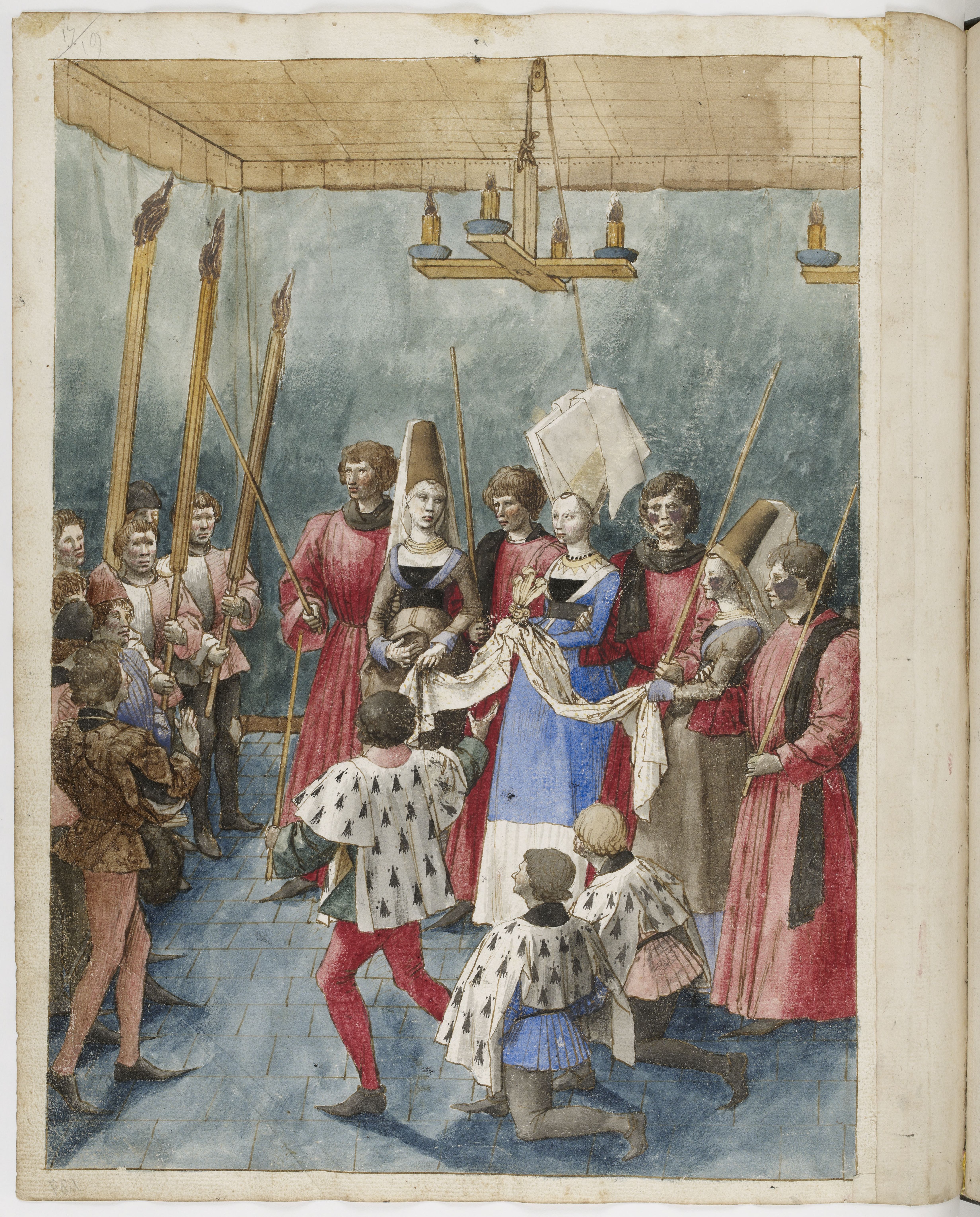
Livre des tournois, BnF français 2695 - f103v:overhandiging van de prijs - Barthélemy van Eyck.

De illustratie van het handschrift is volledig afgestemd op de tekst, tot in de details toe. Ook de rubrieken waarin de inhoud van de miniaturen die erop volgen wordt verklaard wijzen op die samenhang van tekst en illustratie.

### De miniaturen
Vrij uniek voor de tijd waarin het werk ontstond, is dat de miniaturen werden gemaakt als pentekeningen, opgehoogd met waterverf. De techniek die hiervoor nodig was is totaal verschillend van de techniek van schilderen met tempera op perkament. De miniaturist geeft blijk van een groot talent in de compositie van de massa scènes, maar hij is evenzeer een meester in het weergeven van details. Dankzij de schaduwen die hij weergeeft in bepaalde miniaturen, het gebruik van het clair-obscure (f103v) en de gezichten en houdingen van zijn personages die vergelijkbaar zijn met twee van zijn bekende werken, Le livre du coeur d’amour épris  en de Théséide werd hij door verschillende kunsthistorici waaronder Avril vereenzelvigd met Barthélemy van Eyck. Ook de denkbeeldige heraldiek die in het manuscript gebruikt werd en die sterk beïnvloed werd door de cultuur van de toenmalige Nederlanden, wijst trouwens in die richting.
Een innovatie in de toenmalige miniatuurkunst was de schildering van één tafereel dat overloopt van het ene blad op het andere. Gerelateerde taferelen die tegenover elkaar werden geschilderd waren reeds lang ingeburgerd, maar wat Barthélemy van Eyck hier toont was voordien nooit gezien en zal de boekillustratie grondig beïnvloeden.
Omwille van de aparte techniek die werd gebruikt bij het schilderen van dit werk werd het lange tijd gezien als een minderwaardige kopie en zeker niet als het origineel van René d’Anjou. Men heeft lange tijd gedacht dat het origineel verloren was. Niettemin zegt ook de auteur uit 1845 Il faut avouer que les dessins offrent un air d’originalité que n’ont pas les autres volumes. 
Tegenwoordig is men dus wel akkoord om te zeggen dat français 2695 model heeft gestaan voor de andere handschriften zoals de fr. 2696, fr. 2692 en fr. 2693. De laatste twee werden trouwens gemaakt in opdracht van Lodewijk van Gruuthuse en werden veel ‘rijkelijker’ geïllustreerd volgens de in zwang zijnde technieken. Het manuscript uit Dresden is het enige dat niet het voorbeeld van français 2695 volgt, noch in het aantal miniaturen, noch in de iconografie, het is misschien in Vlaanderen ontstaan op basis van een kopie van de tekst van René, maar zonder de afbeeldingen die zo typisch zijn voor de andere bewaarde handschriften.

### Datering
De kunsthistorici zijn het wel eens over de toeschrijving van het werk aan Barthélemy van Eyck, maar dat is nog steeds niet het geval wat de datering van het werk betreft. Vroeger meende men het werk te moeten situeren in de periode van de grote pas d’armes georganiseerd door René van Anjou (1445-1450) maar omwille van literaire en stilistische kenmerken gaan meer en meer kunsthistorici het werk eerder situeren in de jaren 1460. Een van de redenen die hiervoor worden aangevoerd is dat René hier een soort toernooi documenteert en tracht te promoten, dat eigenlijk al lang in onbruik was geraakt, maar ook op basis van het wapen van Bourbon en op basis van stilistische vergelijking met andere werken van Barthélemy van Eyck bestaat de tendens om het werk later in de tijd te plaatsen. Als men daarenboven rekening houdt met onderzoekingen over het filigraan van het papier, kan men het werk dateren in de periode van 1462 tot 1469 toen René in de Provence verbleef.

### Geschiedenis
Na René van Anjou kwam het boek in het bezit van Marie de Luxembourg (1470-1547) zoals blijkt uit een weggeschraapt ex libris. Daarna komt het in het bezit van Nicolas Fouquet graaf van Vaux (+1705) om daarna op te duiken bij Louis-François de Bourbon, prins van Conti (1717-1776). Van daar komt het terecht in de verzameling van Louis-César de la Baume, duc de La Vallière die het verkoopt aan Lodewijk XV van Frankrijk.

## Weblinks
- Elektronische Facsimile van  Le livre des tournois op Gallica
- Diplomatisch afschrift op de website van de universiteit van Princeton.